# Gliniany (Olsa)
Die Gliniany (deutsch: Lehmfluss) ist ein Zufluss der Olsa, die zum Flusssystem der Oder gehört. Der Fluss entspringt an den Südwest der Schlesischen Beskiden unweit des Gipfels der Złoty Groń in Jaworzynka und mündet in die Olsa. Er hat den Charakter eines Gebirgsflusses. Der Gliniany ist einer der wenigen Flüsse der Beskiden, und der polnischen Karpaten insgesamt, die nicht nach Osten über die Weichsel, sondern nach Westen über die Oder in die Ostsee entwässern.